# Albanianews
Albanianews è una testata giornalistica on-line della diaspora albanese.

## Storia
Fondato il 20 marzo 2008 da un gruppo di giornalisti albanesi in Italia e della comunità arbëreshë a Modena.
L'evento clamoroso fu il caso de Le iene per l'operazione Colomba.

## Giornalisti
- Darien Levani
- Franco Tagliarini
- Olti Buzi
- Alban Trungu
- Manfred Bushi
- Ismail Ademi